# Ziyadat Allah I
Ziyadat Allah I (limba arabă:زيادة الله الأول}}) (d. 10 iunie 838) a fost cel de al treilea emir aghlabid din Ifriqiya de la anul 817 până la moarte.
Abu Muhammand Ziyadat Allah I a succedat fratelui său Abdullah I ibn Ibrahim în emiratul de Ifriqiya. Pe parcursul domniei sale, relațiile dintre dinastia conducătoare, pe de o parte, și juriștii și trupele arabe pe de alta s-a menținut încordată. Atunci când el a încercat să desființeze unitățile arabe în 824, încercarea a condus la o mare răscoală la Tunis, care a fost reprimată abia în 836, cu sprijinul berberilor.
Ziyadat deja începuse campanii în Italia în încercarea de a abate trupele arabe aflate în stare de permanentă neliniște, și astfel în 827 a început cucerirea Siciliei aflate în stăpânirea bizantinilor, sub conducerea incomodului jurist Asad ibn al-Furat. Deși inițial au fost respinși de către bizantini, arabii au reușit să cucerească Palermo în 831. Luptele pentru putere din sudul Italiei au furnizat noi oportunități de cucerire și jaf. Astfel, un apel al ducelui Andrei al II-lea de Neapole le-a permis să stabilească un cap de pod în Italia, de unde să pornească numeroase raiduri asupra așezărilor creștine.
Politica economică sănătoasă din emirat, în ciuda neliniștilor politice, a permis un substanțial program de construcții. Moscheea lui Uqba ibn Nafi din Kairouan a fost renovată și multe fortărețe au fost de asemenea construite.
După moartea lui Ziyadat Allah I, i-a succedat ca emir fratele său Abu Iqal.